# Aeroportul Djambala
Aeroportul Djambala (IATA: DJM, ICAO: FCBD) este un aeroport din Republica Congo ce deservește zona Djambala. A fost numit după zona deservită.
Situat la o altitudine de 791 m, aeroportul dispune de o singură pistă.